# 구레 포트피어역
구레 포토피아 역(일본어: 呉ポートピア駅)은 일본 히로시마현 구레시에 위치한 서일본 여객철도 구레선의 철도역이다. 단선 승강장 1면 1선의 구조를 갖춘 지상역이다.

## 이용 현황
| 연도     | 1일 평균 | 연도     | 1일 평균 |
| 1999년도 | 480      | 2007년도 | 529      |
| 2000년도 | 554      | 2008년도 | 523      |
| 2001년도 | 585      | 2009년도 | 506      |
| 2002년도 | 616      | 2010년도 | 499      |
| 2003년도 | 620      | 2011년도 | 501      |
| 2004년도 | 602      | 2012년도 | 684      |
| 2005년도 | 572      | 2013년도 | 890      |
| 2006년도 | 525      |          |          |
| -------- | -------- | -------- | -------- |

## 역 주변
- 국도 제31호선
- 구레 포트피어 파크

## 역사
- 1992년
  - 3월 19일 : 구레 선의 덴노 - 고야우라 간에 신설 개업.
  - 11월 : 미도리노마도구치 영업 개시.
- 1996년 6월 1일 : JR 서일본 히로시마 멘텍에 의해 업무위탁역으로 한다.
- 1999년 6월 : 미도리노마도구치 영업 종료.
- 2007년
  - 6월 2일 : ICOCA 대응 간이형 자동 개찰기를 설치.
  - 9월 1일 : ICOCA 도입.
- 2015년 3월 14일 : 창구 영업 시간 변경. 9시 15분부터 9시 30분이 새롭게 창구 폐쇄 시간이 되다.

## 인접 역
| 서일본 여객철도 구레선 | 서일본 여객철도 구레선 | 서일본 여객철도 구레선              |
| ---------------------- | ---------------------- | ----------------------------------- |
| 덴노 미하라 방면       | ■ 구레 선              | 고야우라 가이타이치 · 히로시마 방면 |